# Associazione Calcio Reggiana 1925-1926
Questa pagina raccoglie i dati riguardanti l'Associazione Calcio Reggiana nelle competizioni ufficiali della stagione 1925-1926.

## Stagione
Viene acquistata l’ala sinistra Povero, oltre al portiere Gelati, al terzino Vercelli e al mediano Ramello. Ma il vero colpo è il centromediano Hajos, ungherese, un colosso.
Al Mirabello viene costruita una gradinata di pochi gradini di fronte alla tribuna. Nonostante la costosa campagna di rafforzamento la Reggiana alla fine retrocede, perdendo i tre stranieri, Hajos, Powolny, e anche l'oriundo Felice Romano. Finiscono rispettivamente al Milan, all’Inter e al Genoa.
La Reggiana fa pari in campionato con le due grandi, Genoa e Juventus, ma non basta. Come non basta il ritorno, a campionato in corso, di Karl Stürmer. L'inizio, con le vittorie interne contro Padova e Livorno, aveva fatto presagire un campionato tranquillo, ma le pesanti sconfitte di novembre con la Cremonese (al Mirabello per 2 a 0) e ad Alessandria, contro i locali, per 6 a 0, si mostrano indicative di una crisi. Poi al ritorno altrettanto esemplari le sconfitte col Padova, nella città del Santo, per 6 a 2 e di Milano, col Milan, per 4 a 0, sia pure intervallate dalla vittoria contro il Parma per 2 a 0 al Mirabello. Le due vittorie interne nelle ultime due partite (contro la Juventus per 2 a 0 e contro il Mantova per 4 a 0) non evitano la retrocessione.

## Divise
| Manica sinistra · Maglietta · Manica destra · Pantaloncini · Calzettoni |

## Rosa
| N. |                     | Ruolo | Calciatore          |
| -- | ------------------- | ----- | ------------------- |
|    | Italia (bandiera)   | P     | Ettore Agazzani     |
|    | Italia (bandiera)   | A     | Stefano Aigotti     |
|    | Italia (bandiera)   | A     | Dante Baviera       |
|    | Italia (bandiera)   | C     | Aldo Bedogni        |
|    | Italia (bandiera)   | D     | Giannetto Bezzecchi |
|    | Italia (bandiera)   | D     | Alberto Boni        |
|    | Italia (bandiera)   | D     | Enrico Bottazzi     |
|    | Italia (bandiera)   | C     | Leandro Codeluppi   |
|    | Italia (bandiera)   | C     | Umberto Cornetti    |
|    | Italia (bandiera)   | P     | Luigi Gelati        |
|    | Ungheria (bandiera) | C     | Árpád Hajós         |

| N. |                    | Ruolo | Calciatore       |
| -- | ------------------ | ----- | ---------------- |
|    | Italia (bandiera)  | A     | Demetrio Maiani  |
|    | Italia (bandiera)  | D     | Giuseppe Marchi  |
|    | Italia (bandiera)  | A     | Pietro Povero    |
|    | Austria (bandiera) | A     | Antonio Powolny  |
|    | Italia (bandiera)  | C     | Vittorio Ramello |
|    | Italia (bandiera)  | A     | Felice Romano    |
|    | Italia (bandiera)  | A     | Gaudenzio Sereno |
|    | Italia (bandiera)  | D     | Enrico Simonini  |
|    | Italia (bandiera)  | D     | Carlo Vacondio   |
|    | Italia (bandiera)  | D     | Mario Vannini    |
|    | Italia (bandiera)  | D     | Luigi Vercelli   |

## Risultati

### Prima Divisione

#### Lega Nord - Girone B

##### Girone di andata
| Arbitro: | Enrietti (Torino) |

|                        |           |                         |
| Powolny 38’ Romano 54’ | Marcatori | 21’ Puerari 88’ Alberti |

| Arbitro: | P. Barlassina (Novara) |

|                               |           |                                    |
| Del Ponte 36’ Raggio 52’, 75’ | Marcatori | 70’ Powolny 79’ Sereno 83’ Baviera |

| Arbitro: | Dani (Genova) |

|                                              |           |               |
| Romano 46’ Povero 51’ Powolny 57’ Sereno 89’ | Marcatori | 82’ F. Busini |

| Arbitro: | Cerri (Milano) |

|                                 |           |  |
| Mattioli 33’ Rasia Dal Polo 75’ | Marcatori |  |

| Arbitro: | Galassi (Roma) |

|                                       |           |                |
| Sereno 51’, 79’, 80’ Powolny 57’, 83’ | Marcatori | 40’, 42’ Baldi |

| Arbitro: | Mauro (Milano) |

|  |           |                           |
|  | Marcatori | 47’ Poli 68’ Dalle Vedove |

| Arbitro: | Pinasco (Sestri Ponente) |

|                                                               |           |  |
| Gandini 15’ E. Banchero 20’, 71’ Avalle 44’ Cattaneo 68’, 75’ | Marcatori |  |

| Arbitro: | A. Gama (Milano) |

|                                  |           |                                |
| Powolny 6’ Romano 64’ Povero 65’ | Marcatori | 15’ Gardini 82’ (rig.) Zanello |

| Arbitro: | Essinger (Pisa) |

|  |           |                   |
|  | Marcatori | 60’ (aut.) Marchi |

| Arbitro: | Vagge (Genova) |

|                                              |           |  |
| Hirzer 20’ (rig.), 40’ Pastore 35’, 47’, 67’ | Marcatori |  |

| Arbitro: | Majani (Torino) |

|                           |           |  |
| A. Prosperi 22’, 48’, 72’ | Marcatori |  |

##### Girone di ritorno
| Arbitro: | Musso (Torino) |

|                                           |           |  |
| Moruzzi 5’ Aycard 9’ De Vecchi 53’ (rig.) | Marcatori |  |

| Arbitro: | A. Gama (Milano) |

|             |           |            |
| Ramello 43’ | Marcatori | 35’ Roveda |

| Arbitro: | Petariny (Trieste) |

|                                                             |           |                       |
| F. Monti 2’, 70’ F. Busini 4’ A. Busini 26’, 39’ Kregar 73’ | Marcatori | 13’ Povero 65’ Romano |

| Arbitro: | Vagge (Genova) |

|                         |           |  |
| Baviera 64’ Powolny 88’ | Marcatori |  |

| Arbitro: | Gamba (Venezia) |

|                                |           |  |
| A. Bandini 12’ Montelatici 35’ | Marcatori |  |

| Arbitro: | Malagodi (Ferrara) |

|             |           |  |
| Jeszmás 33’ | Marcatori |  |

| Arbitro: | Salvagno (Venezia) |

|                        |           |            |
| Baviera 29’ Povero 33’ | Marcatori | 58’ Avalle |

| Arbitro: | Bonello (Venezia) |

|                                   |           |  |
| Ardissone 33’, 77’ L. Bajardi 70’ | Marcatori |  |

| Arbitro: | Sartori |

|                                                                       |           |  |
| K. Muller 38’ (rig.) Santagostino 62’ Savelli 71’ Simonini 80’ (aut.) | Marcatori |  |

| Arbitro: | Parodi (Genova) |

|                        |           |  |
| Povero 25’ Powolny 67’ | Marcatori |  |

| Arbitro: | Scarpi (Dolo) |

|                                         |           |  |
| Povero 47’ Baviera 63’, 75’ Powolny 71’ | Marcatori |  |

## Statistiche

### Statistiche di squadra
| Competizione    | Punti | In casa | In casa | In casa | In casa | In casa | In casa | In trasferta | In trasferta | In trasferta | In trasferta | In trasferta | In trasferta | Totale | Totale | Totale | Totale | Totale | Totale | DR  |
| Competizione    | Punti | G       | V       | N       | P       | Gf      | Gs      | G            | V            | N            | P            | Gf           | Gs           | G      | V      | N      | P      | Gf     | Gs     | DR  |
| --------------- | ----- | ------- | ------- | ------- | ------- | ------- | ------- | ------------ | ------------ | ------------ | ------------ | ------------ | ------------ | ------ | ------ | ------ | ------ | ------ | ------ | --- |
| Prima Divisione | 17    | 11      | 7       | 2       | 2       | 25      | 12      | 11           | 0            | 1            | 10           | 5            | 38           | 22     | 7      | 3      | 12     | 30     | 50     | -20 |

### Statistiche dei giocatori
| Giocatore    | Prima Divisione | Prima Divisione |
| Giocatore    | Presenze        | Reti            |
| ------------ | --------------- | --------------- |
| E. Agazzani  | 1               | -5              |
| S. Aigotti   | 3               | 0               |
| D. Baviera   | 16              | 5               |
| A. Bedogni   | 1               | 0               |
| G. Bezzecchi | 20              | 0               |
| A. Boni      | 2               | 0               |
| E. Bottazzi  | 11              | 0               |
| L. Codeluppi | 1               | 0               |
| U. Cornetti  | 2               | 0               |
| L. Gelati    | 21              | -45             |
| A. Hajos     | 18              | 0               |
| G. Maiani    | 1               | 0               |
| G. Marchi    | 12              | 0               |
| P. Povero    | 21              | 7               |
| A. Powolny   | 22              | 9               |
| V. Ramello   | 14              | 1               |
| F. Romano    | 19              | 4               |
| G. Sereno    | 20              | 4               |
| E. Simonini  | 1               | 0               |
| C. Vacondio  | 13              | 0               |
| M. Vannini   | 6               | 0               |
| L. Vercelli  | 16              | 0               |